# Гаумеа (міфологія)
Гаумеа (гав. Haumea, Гвайська вимова: [həuˈmɛjə], Гауме́я) — гавайська богиня родючості та дітонародження родом з Нуумеалані, священної країни богів. Сестра Кані та Каналоа. У інших міфах Гаумеа — дружина бога Кане. Гаумеа мала велике потомство: була матір'ю богині вулканів Пеле, бога війни Кекауакагі, богині-покровительки острова Гаваї і танцю хула Гііака, богині води Намака.

## Легенди
Згідно з іншими легендами, Гаумеа ототожнювалася з богинею Папа, дружиною Бакеа, який вважався прабатьком гавайської аристократії — алії. Разом вони шанувалися як прабатьки всіх гавайців. Вважалася одним з найшанованіших божеств Гавайських островів. Існує безліч легенд, присвячених богині. Згідно з ними, Гаумеа мала здатність омолодження: постарівши, вона знову перетворювалася на молоду дівчину, щоб одружитися з одним зі своїх синів чи онуків і, таким чином, продовжити людський рід (всього було шість таких перевтілень).
Але одного разу гавайці дізналися про це і розлютили Гаумеа, і богиня назавжди перестала жити зі своїми людськими нащадками. Гаумеа також була покровителькою дітонародження. В одній з легенд розповідається, як одного разу завагітніла Мулеіула, дочка гавайського вождя. Почувши її стогони при пологах, Гаумеа дізналася, що смертні можуть народжувати дітей тільки через кесарів розтин (її ж діти народилися з різних частин тіла). Вона зробила спеціальне болезаспокійливе зілля з квіток дерева амбарелли і дала його випити Мулеіуле. Потім Гаумеа допомогла їй народити дитину природним шляхом. З того часу жінки народжують через канал шийки матки і вагіну.
Згідно з уявленнями древніх гавайців, Гаумеа ніколи не була обділена їжею, оскільки володіла магічною палицею Макалу, якою ловила рибу. Крім того, вона мала сад, в якому виростали магічні дерева, що давали своїм господарям все, що вони побажали. Частину цих дерев вона передала своїм земним дітям, наприклад, рибне дерево, плоди якого, падаючи в океан, перетворювалися на живу рибу.
Однією з фізичних форм втілення богині було хлібне дерево. Крім того, Гаумеа могла ховатися в деревах. Так, одного разу, вона сховалася в дереві зі своїм чоловіком Бакеа, якого переслідували мешканці, щоб потім принести його в жертву богам.
Хоча Гаумеа переважно творить добро, вона також приносила і руйнування. Так, в одній з легенд вона викликає на землі страшний голод, а її дочка Пеле все руйнує на своєму шляху.

## Планета
17 вересня 2008 року «Міжнародний астрономічний союз» (МАС) назвав на честь богині карликову планету в Сонячній системі. Американський астроном та першовідкривач Девід Рабинович з Єльського університету, один з відкривачів планети, вибрав її ім'я Гаумеа. Її супутники — Намака і Гііака — названі на честь дітей богині. Також є Гаум-тікетіке — маорійська богиня родючості.